# Egnatia Arena
El Egnatia Arena también llamado Estadio Rrogozhinë, es un estadio multiusos ubicado en la ciudad de Rrogozhinë, Albania. Fue inaugurado en 2021 y posee una capacidad de 4.200 asientos. Es utilizado principalmente para partidos de fútbol y es el campo del KS Egnatia Rrogozhinë, club que juega en la Kategoria Superiore, la primera división del fútbol albanés.

## Historia
Tras ascender a la máxima categoría del fútbol albanés en 2021, el KF Egnatia necesitaba un estadio que cumpliera con sus requisitos. Sin embargo, las obras ya habían comenzado unos meses antes de ganar el campeonato 2021 de la segunda división. Los edificios finalmente construidos diferían significativamente de los bocetos iniciales del proyecto. Se invirtieron alrededor de dos millones de dólares estadounidenses en el proyecto. El estadio tenía entonces capacidad para 2400 espectadores y constaba de solo una tribuna a lo largo del campo. La ampliación del estadio comenzó en el verano de 2024 y las obras finalizaron a principios de 2025. Desde entonces, el estadio con categoría tres de la UEFA, cuenta con capacidad para 4,200 personas y posee iluminación artificial, pantallas LED y una segunda tribuna, que lleva el nombre de Raphael Dwamena, futbolista ghanés que se desplomó durante un partido el 11 de noviembre de 2023 y falleció poco después a causa de una cardiopatía congénita.
El estadio se ha utilizado para albergar partidos internacionales de la selección nacional de fútbol sub-19 de Albania y de la selección femenina de fútbol sub-19 de Albania.
La Arena Egnatia fue uno de los cuatro estadios del Campeonato Europeo Sub-17 de la UEFA 2025. Esto requirió ciertos ajustes estructurales, que se completaron unos meses antes del torneo.
En 2025 fue elegido uno de los cuatro estadios de Albania para albergar la Eurocopa Sub-21 de 2027, torneo a desarrollarse en conjunto con Serbia.